# Jim Elder
Robert James "Jim" Elder (né le 27 juillet 1934 à Toronto) est un cavalier canadien de saut d'obstacles et de concours complet.

## Carrière
James Elder commence sa carrière en 1950 à l'âge de 16 ans. En trente-six ans de carrière, il participera six fois aux Jeux Olympiques et remportera deux médailles : la médaille d'or par équipe en saut d'obstacles aux Jeux olympiques d'été de 1968 et la médaille de bronze par équipe en concours complet aux Jeux olympiques d'été de 1956. Il obtiendra aussi deux médailles d'or aux Jeux panaméricains et le Championnat du monde en 1970. Elder est le porte-drapeau du Canada lors de la cérémonie de clôture des Jeux olympiques d'été de 1972.
Après sa retraite sportive, il s'implique dans des associations notamment d'accès à l'équitation pour les personnes handicapées.
Il est le frère de Norman Elder.